# Adolf Gnauth

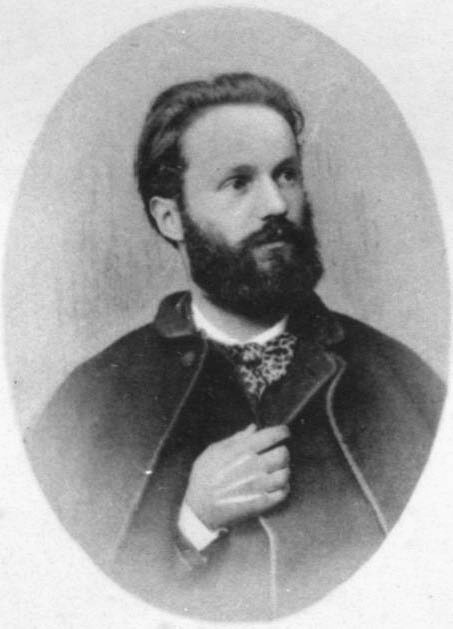
Adolf Gnauth

Adolf Gnauth (* 1. Juli 1840 in Stuttgart; † 19. November 1884 Nürnberg) war ein deutscher Architekt, Architekturzeichner und -maler, Kunstgewerbler und Schriftsteller. Gnauth war Lehrer an der Stuttgarter Baugewerkeschule, Professor am Stuttgarter Polytechnikum und Direktor der Kunstgewerbeschule Nürnberg.
Gnauth gehört zu den bedeutendsten Vertretern der Neorenaissance in Süddeutschland. Sein Werk
ist von seltener Vielseitigkeit und verhalf ihm in seiner Lebenszeit zu großer Berühmtheit. Da seine Schaffensperiode nur von kurzer Dauer war und seine Bauwerke fast vollständig im Zweiten Weltkrieg zerstört wurden, ist er heute weitgehend in Vergessenheit geraten.

## Leben
Gustav Adolf Gnauth war der Sohn des Lithographen und Kupferstechers Adolf Gnauth sen. (1812–1876) und dessen Frau Marie Kasten (1818–1868). Gnauths 14 Jahre jüngerer Bruder Feodor von Gnauth (1854–1916) war Finanzminister im Großherzogtum Hessen.
Adolf Gnauth besuchte das Gymnasium und studierte dann am Polytechnikum Stuttgart unter Christian von Leins. Von 1860 bis 1861 war er beim württembergischen Eisenbahnhochbau beschäftigt, Von 1861 bis 1863 unternahm  er eine Studienreise nach Italien, teilweise zusammen mit Leins, ging danach nach Wien und von 1864 bis 1866 abermals nach Italien. 1866 erhielt Gnauth einen Ruf als Professor an die Baugewerkeschule Stuttgart. 1867 bis 1869 hielt er sich in Oberitalien auf zur Aufnahme mittelalterlicher Grabdenkmäler. 1870 wurde ihm eine Professur am Polytechnikum Stuttgart übertragen, von der er wegen bedeutender Privataufträge 1872 wieder zurücktrat. 1875 bis 1876 unternahm er eine Reise durch Griechenland und Ägypten. 1877 wurde er Direktor der Kunstgewerbeschule Nürnberg. 1882 unternahm er eine Reise nach Spanien zur Erforschung der orientalischen Zeugnisse der Baukunst.
Gnauth starb im Alter von nur 44 Jahren am 19. November 1884 in Nürnberg, wo er auf dem Johannisfriedhof bestattet wurde. Das Grabmal bestand aus einem liegenden Granitstein und einem Bronzeepitaph, das der Stuttgarter Kunsterzgießer Paul Stotz stiftete.

## Werk
Gnauths Schaffen fand Ende des 19. Jahrhunderts in Meyers Konversations-Lexikon die folgende Würdigung:
„Gnauth besaß eine reiche künstlerische Phantasie und ein umfangreiches Wissen, die ihn namentlich zu bedeutenden Schöpfungen auf ornamentalem und dekorativem Gebiet befähigten. Seine Architektur zeigt eine originelle Anwendung der Renaissanceformen, wobei er mit Vorliebe sich der Motive aus den Palastarchitekturen von Florenz, Verona und Genua bediente. Seine Schöpfungen zeichnen sich durch kühne Komposition und phantasievolle Ausprägung des Details aus; dagegen hielt er nicht immer die Linie des klassischen Maßes ein, sondern schweifte zuweilen ins Barocke hinüber.“
Als Architekt schuf Gnauth Gebäude, Innenräume, Denkmäler und Brunnen.  Er war als Illustrator und Zeitschriftenherausgeber tätig und schuf kunstgewerbliche Entwürfe für Tischler-, Gold- und Silberarbeiten.

### Architektur

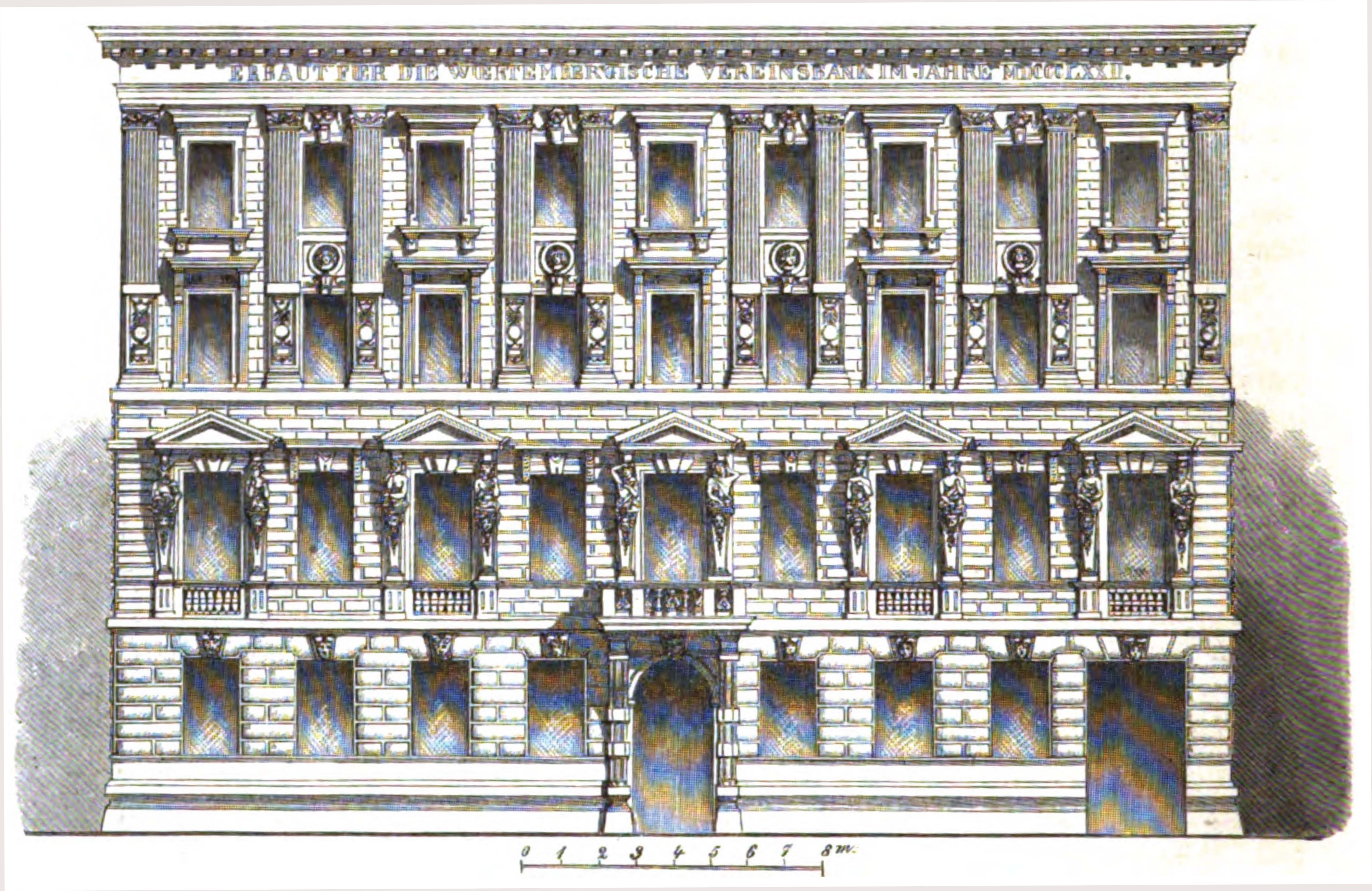
Württembergische Vereinsbank, Stuttgart, 1872.

In den 1870er Jahren baute Gnauth Villen, Wohn- und Geschäftsgebäude im Stil der Renaissance und des Barock, hauptsächlich in Stuttgart und Nürnberg. Sein erstes und schönstes Bauwerk war die Villa Siegle in Stuttgart, die er 1871 für seinen Schulfreund Gustav Siegle errichtete, nachdem er mit ihm zusammen in Italien Vorbilder für den Bau und die Einrichtung der Villa besichtigt hatte.
Es folgten weitere Villen in Stuttgart:
- die Villa Salem
- die Villa Conradi
- und acht Gebäude in einer Villenkolonie in der Goethestraße, bei denen Gnauth sich teilweise der Sgraffito-Technik bediente.[4]

Gleichzeitig schuf er das palastähnliche Gebäude der Württembergischen Vereinsbank. Keines der Gebäude hat die Zeit überdauert.

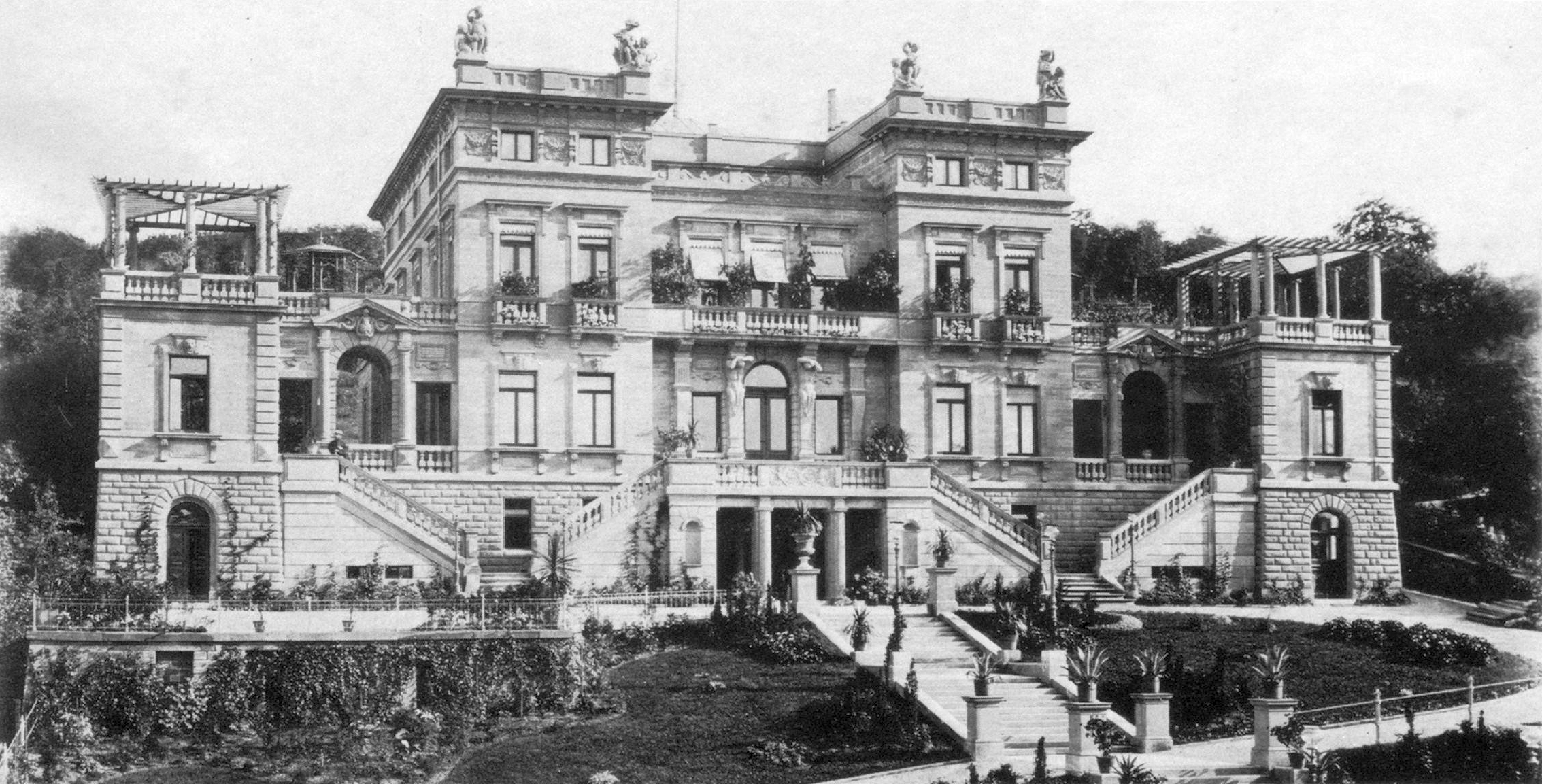
Villa Siegle, Stuttgart, 1871.
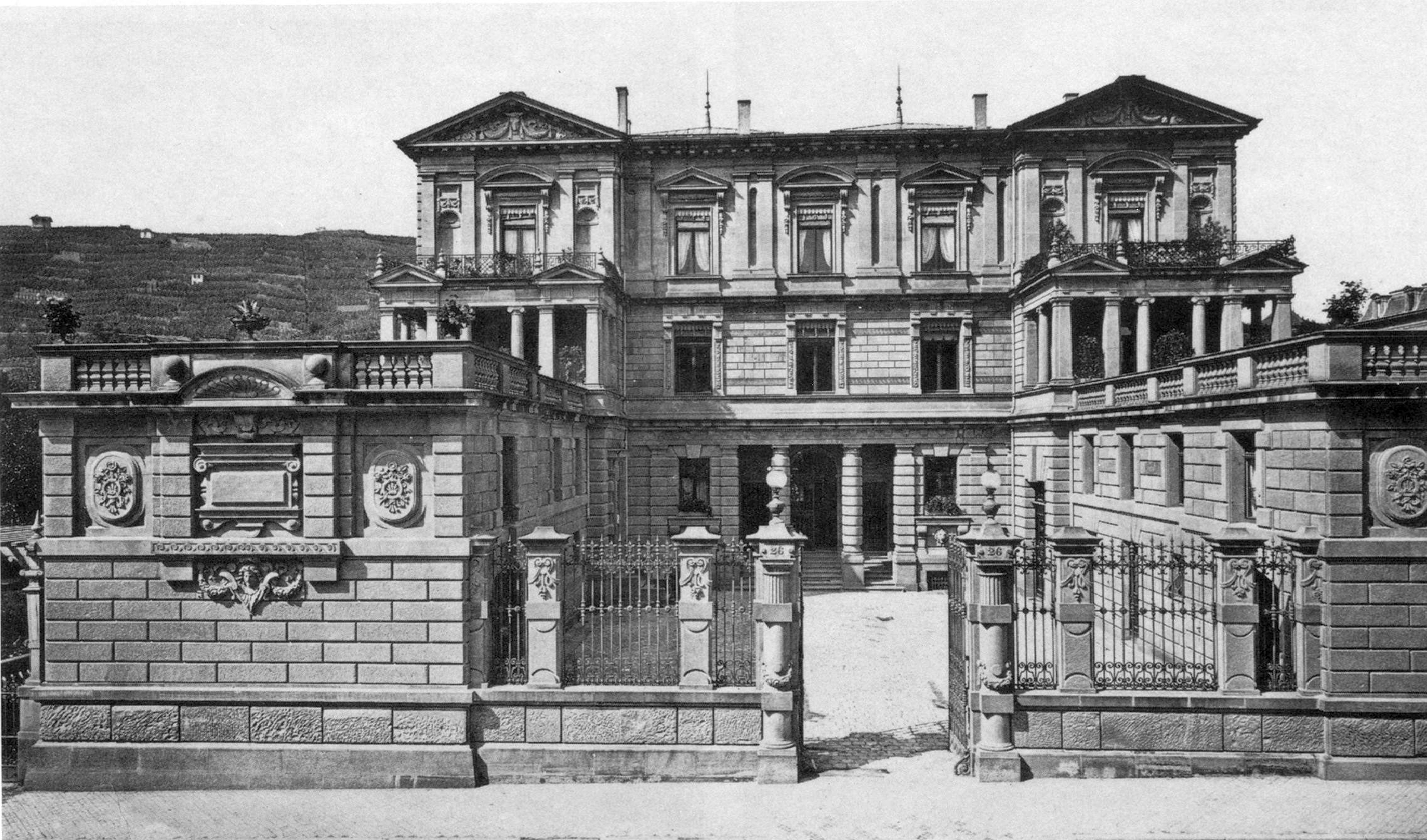
Villa Conradi, Stuttgart, 1873.
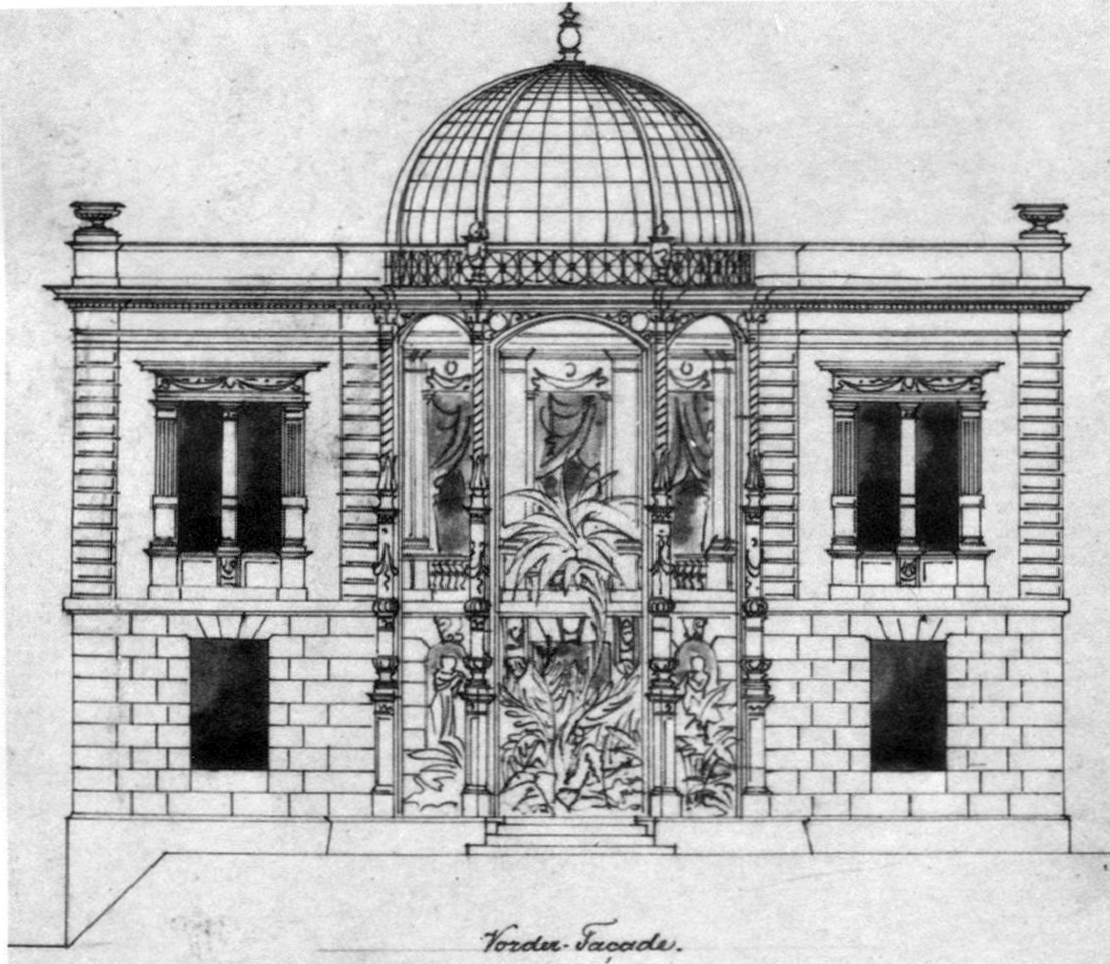
Villa Salem, Stuttgart, 1873.

Gegen Ende der 1870er Jahre wandte sich Gnauth dem Innenausbau zu. Er gestaltete die Innenräume für das Palais Engelhorn in Mannheim, das Palais Cramer-Klett in München und das Pellerhaus in Nürnberg. Diese Innenraumgestaltungen haben sich ebenso wie die von Gnauth geschaffenen  Gebäude nicht erhalten.

### Denkmäler und Brunnen
Außer Gebäuden und Innenräumen schuf Gnauth mehrere Grabdenkmäler und ein Kriegerdenkmal in Stuttgart sowie einen Brunnen in Leipzig. Diese Bauwerke sind die einzigen Zeugnisse von Gnauths Baukunst, die sich erhalten haben.
- 1872: Mausoleum der Familien Sauters und Entress-Fürsteneck, Stuttgart, Pragfriedhof.
- 1874: Kriegerdenkmal für die im Deutsch-Französischen Krieg 1870/1871 gefallenen Soldaten, Stuttgart, Fangelsbachfriedhof.
- 1876: Mausoleum der Familie Hallberger, Stuttgart, Pragfriedhof.
- 1886: Mendebrunnen, Leipzig.

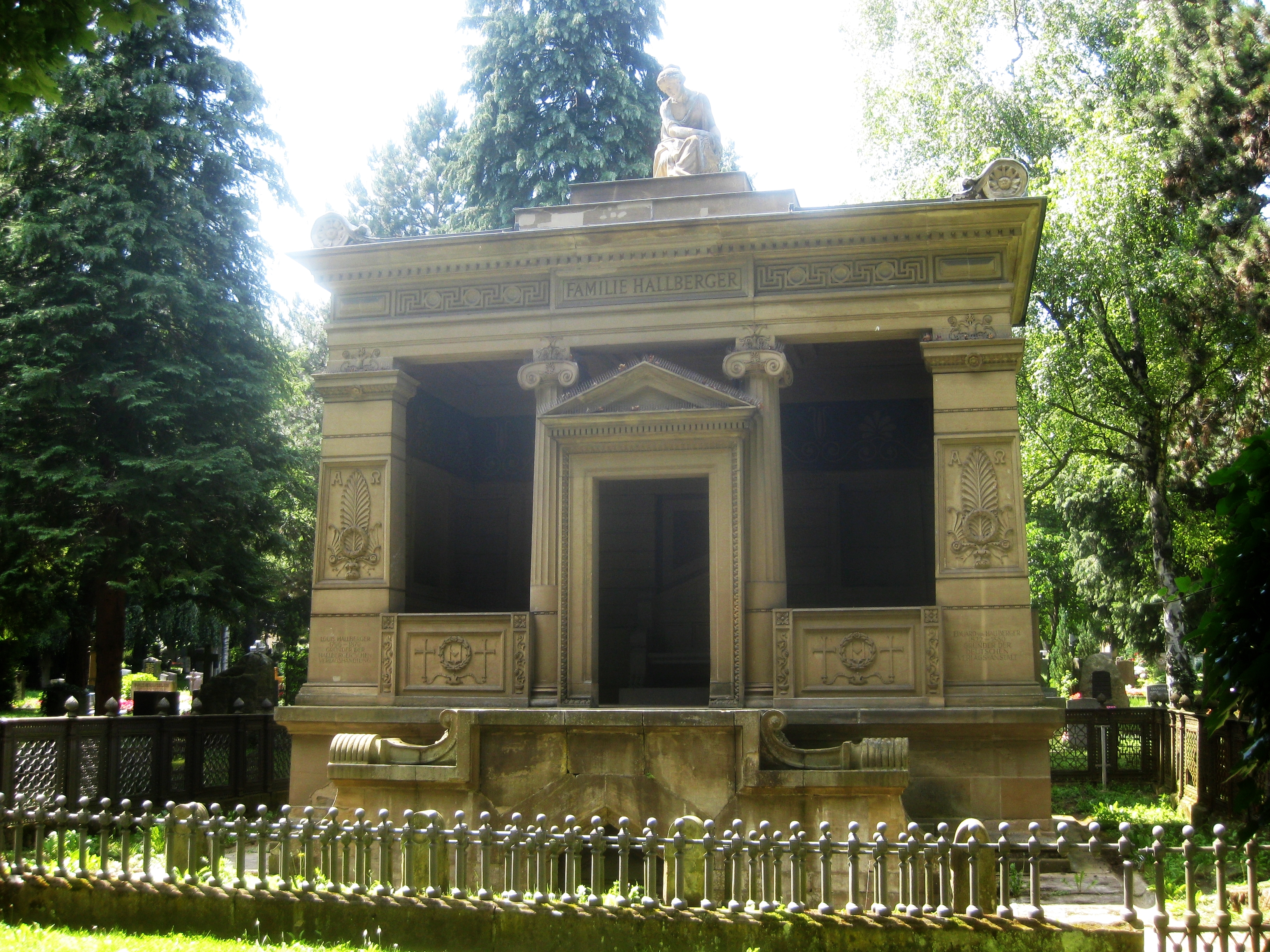
Mausoleum der Familie Hallberger, Pragfriedhof Stuttgart, 1876.
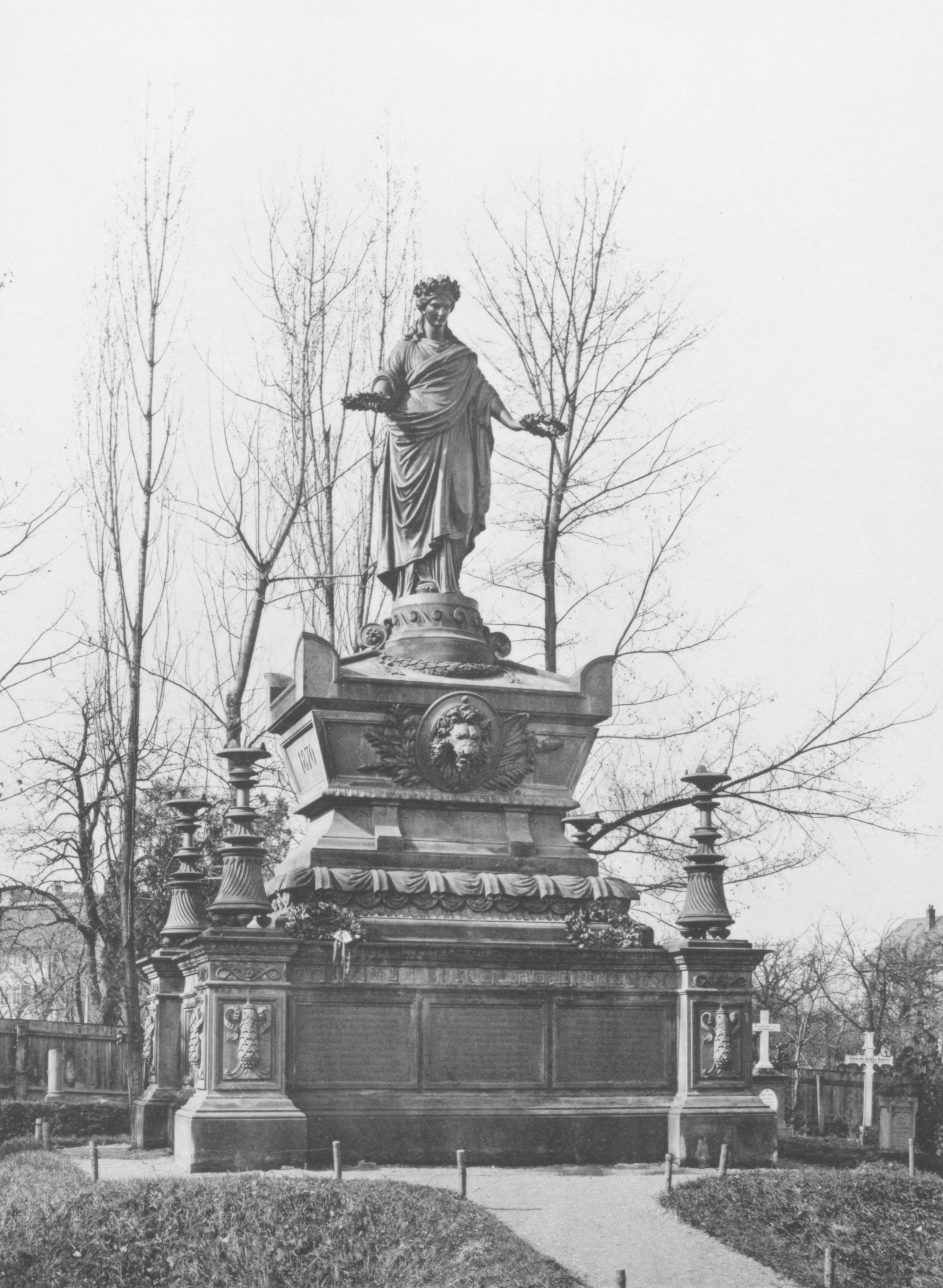
Kriegerdenkmal, Fangelsbachfriedhof Stuttgart, 1889.
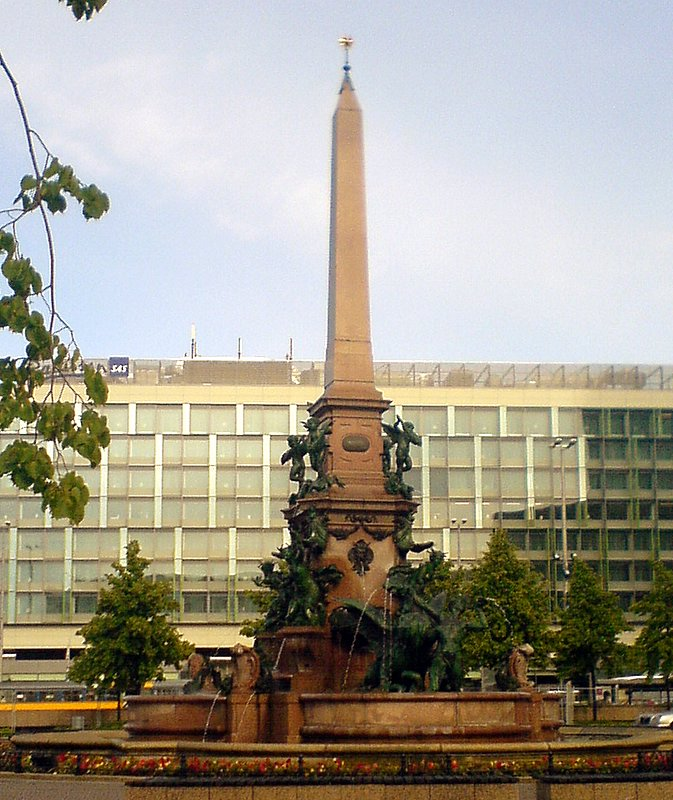
Mendebrunnen Leipzig, 1886.

### Illustrationen

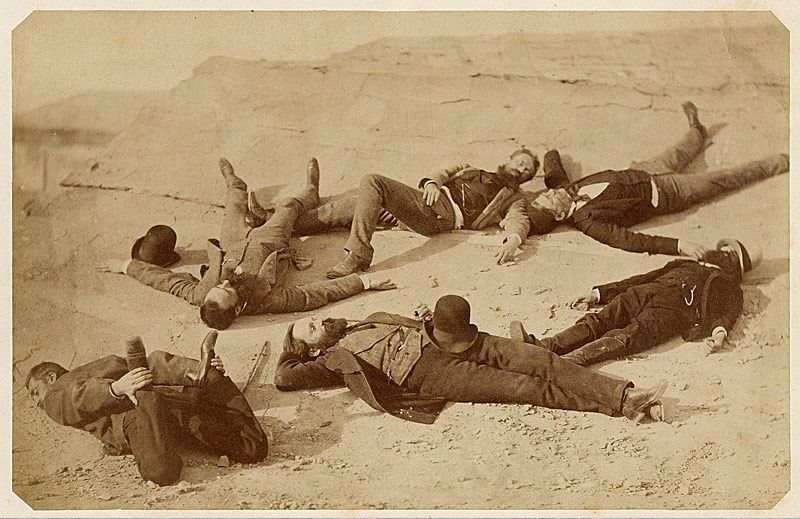
Adolf Gnauth (rechts oben) mit Freunden in Ägypten, 1875/1876.

Nach seiner Studienreise nach Italien 1861/1862 begann Gnauth zusammen mit Emil von Förster 1867 mit der Herausgabe des Tafelwerks „Die Bauwerke der Renaissance in Toscana“, zu dem er und Förster die Bauaufnahmen lieferten und der Stuttgarter Kunsthistoriker Eduard Paulus den Text beitrug. Es erschien jedoch nur eine Lieferung mit 16 Tafeln über florentiner Kirchen.
In den Sommern 1867 und 1868 schuf Gnauth  im Auftrag der Arundel Society London 13 große Aquarelle von mittelalterlichen Grabdenkmälern in Venedig und Verona.
Im Winter 1875/1876 unternahm Gnauth mit dem Ägyptologen Georg Ebers und den Malern Carl Rudolf Huber, Franz von Lenbach, Hans Makart und Leopold Carl Müller eine Reise durch Ägypten. Gnauth und die anderen Maler steuerten eine Vielzahl von Illustrationen zu dem Ägyptenbuch von Georg Ebers bei, das dieser 1879 veröffentlichte.

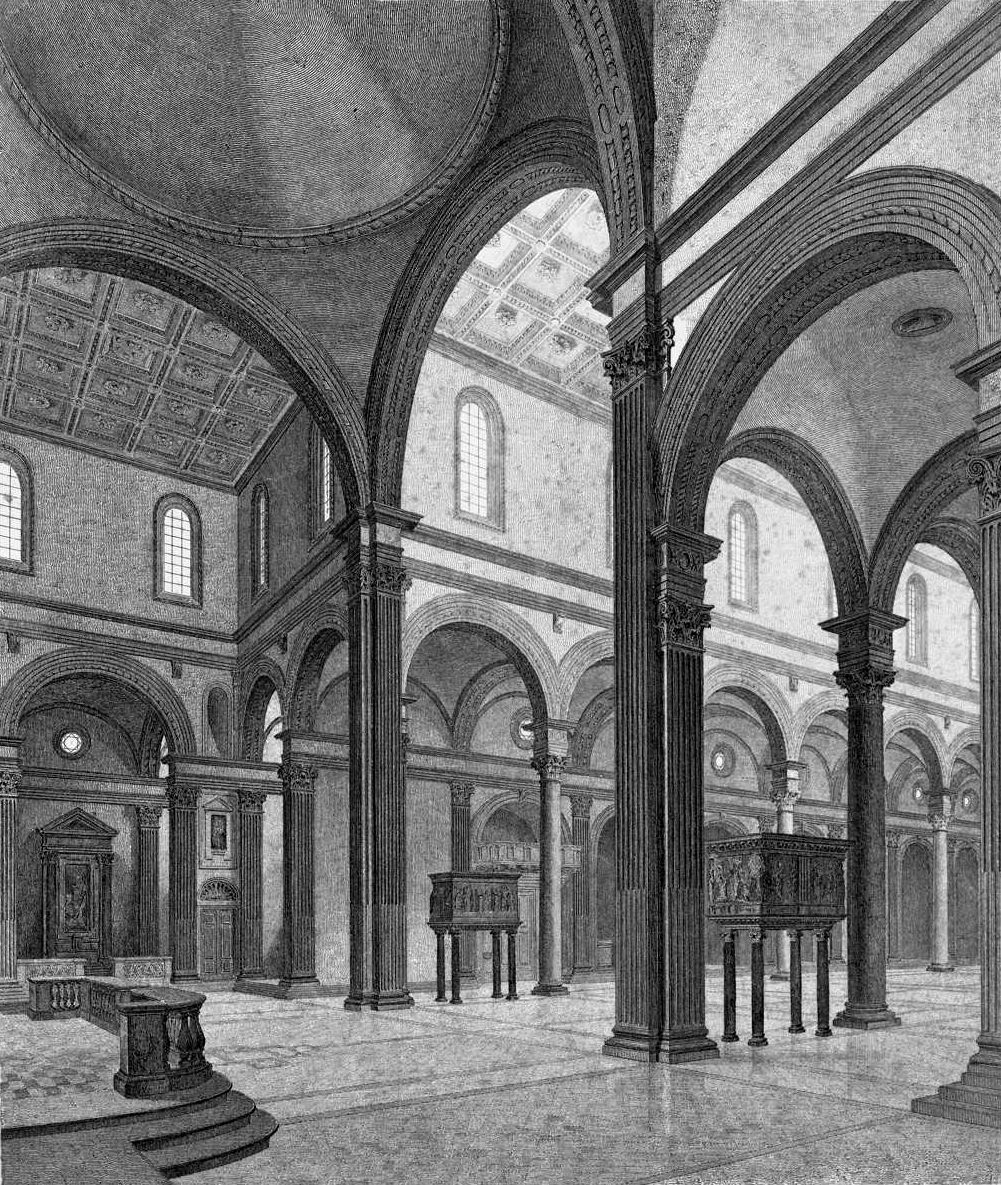
St. Lorenzo in Florenz, Illustration aus #Gnauth 1867.
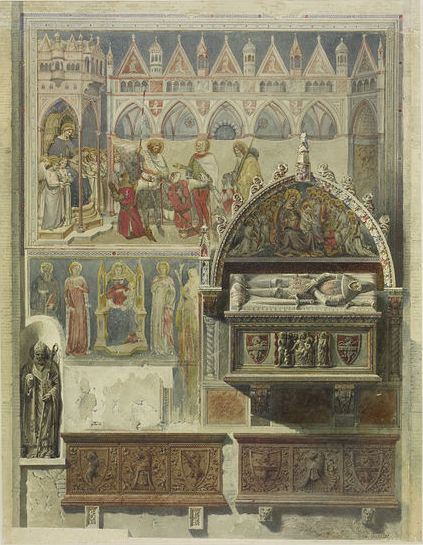
Denkmal der Familie Cavalli, Aquarell für die Arundel Society, 1867/1868.
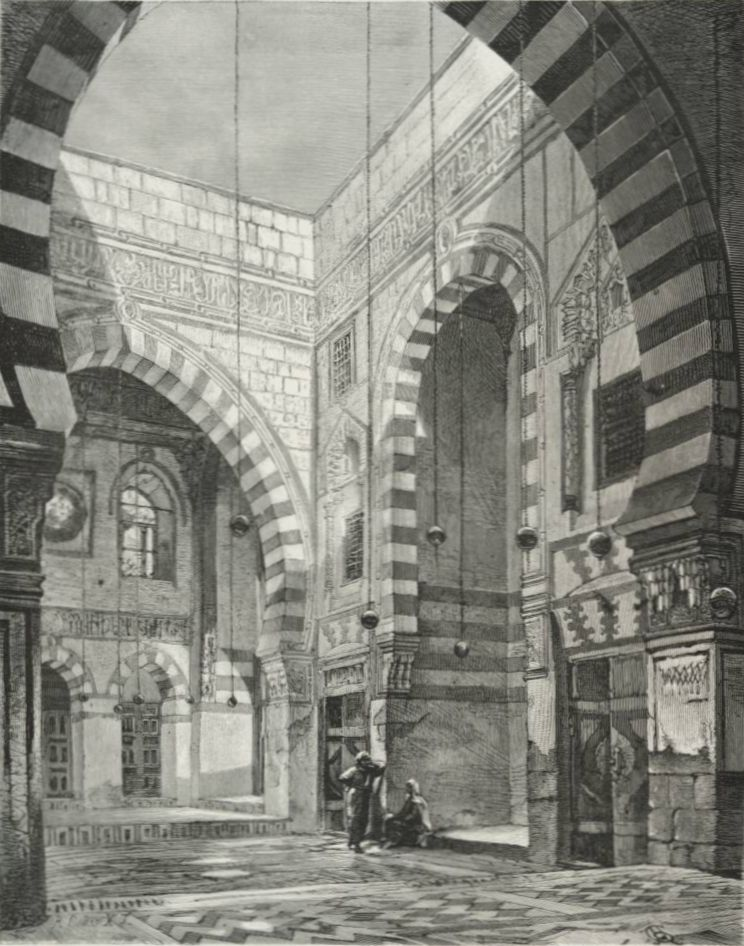
Grabmoschee von Kayt Bey, Illustration aus #Ebers 1879.

- 1867: Adolf Gnauth; Emil von Förster; Eduard Paulus: Die Bauwerke der Renaissance in Toscana. Nach Aufnahmen und Zeichnungen der Architekten Adolf Gnauth und Emil Ritter von Förster und erläuterndem Texte von Eduard Paulus. Wien 1867, pdf.
- 1879: Georg Ebers: Ägypten in Bild und Wort. 2 Bände. Stuttgart : Hallberger, 1879/1880, , . → Abbildungen.

### Zeitschriften
Von 1874 bis 1876 gab Gnauth zusammen mit dem Kunsthistoriker Bruno Bucher die Zeitschrift „Das Kunsthandwerk. Sammlung mustergültiger kunstgewerblicher Gegenstände aller Zeiten“ heraus, Ab 1876 gab er zusammen mit dem Dekorationsmaler Ludwig Lesker (1840–1890) die Zeitschrift „Deutsches Maler-Journal“ heraus, das auch nach seinem Tod bis 1894 weiter erschien.
- 1874: Adolf Gnauth (Herausgeber); Bruno Bucher (Hrsg.): Das Kunsthandwerk, Sammlung mustergültiger kunstgewerblicher Gegenstände aller Zeiten. Jahrgang 1–3. Stuttgart : Spemann, 1874–1876.
- 1876: Adolf Gnauth (Herausgeber); Ludwig Lesker (Hrsg.): Deutsches Maler-Journal. Plafonds, Vestibule, Treppenhäuser, Wanddecorationen, Sgraffitten, Holz- und Marmor-Malerei, Blumen, Alphabete, Schilder, Embleme, Plakate etc. Für den praktischen Gebrauch der Zimmer- & Decorationsmaler, Lakierer, Architekten, Zeichenschulen etc. Jahrgang 1–17. Stuttgart : Spemann, 1876–1894.

### Leben
- Max Bach: Gnauth, Adolf. In: Allgemeine Deutsche Biographie (ADB). Band 49, Duncker & Humblot, Leipzig 1904, S. 401–403.
- C. von F. Adolf Gnauth. Nekrolog. In: Kunstchronik : Wochenschrift für Kunst und Kunstgewerbe, Band 20, 1885, Seite 172–173.
- Gnauth. In: Meyers Konversations-Lexikon. 4. Auflage. Band 7, Verlag des Bibliographischen Instituts, Leipzig/Wien 1885–1892,  S. 456.
- Gnauth, Gustav Adolf. In: Hermann Alexander Müller: Biographisches Künstler-Lexikon der Gegenwart : die bekanntesten Zeitgenossen auf den Gesamtgebiet der bildenden Künste aller Länder mit Angabe ihrer Werke. Leipzig : Verlag des Biographischen Instituts, 1882, Seite 211, pdf.
- Eduard Paulus: Adolf Gnauth. In: Über Land und Meer, Band 53, 1885, Seite 239–240.
- Susanna Partsch: Gnauth, Adolf. In: Allgemeines Künstlerlexikon. Die Bildenden Künstler aller Zeiten und Völker (AKL). Band 56, Saur, München u. a. 2007, ISBN 978-3-598-22796-7, S. 293 f.

### Werk
- Villenkolonie Goethestraße. In: Gebhard Blank: Stuttgarter Villen im 19. Jahrhundert. Eine Begleitschrift zur Ausstellung im Wilhelms-Palais vom 18. März–16. August 1987. Stuttgart 1987, Seite 10.
- Tanya Harrod-Ledger: A study of the Arundel Society 1848–1897.  University of Oxford 1979, Seite 111–114, pdf.
- J. F. Krell: A. Gnauth. In: Zeitschrift für bildende Kunst, Band 10, 1875, Seite 112–115.
- Tobias Möllmer: Das Palais Engelhorn in Mannheim : Geschichte und Architektur eines gründerzeitlichen Stadthauses. Mannheim : Friedrich-Engelhorn-Archiv, 2010, Seite 114–134.
- La Vereinsbank (Maison de Banque). In: Revue générale de l’architecture et des travaux publics, 1885, Seite 114–115, Tafel 26–27, pdf.